# 勇者傳說
《傳說之勇者》（伝説の勇者ダ・ガーン）是1992年日昇動畫製作的機器人動畫作品，共46集，為《勇者系列》的第三部作品，「谷田部勇者三部曲」的最終作，香港方面由無綫電視翡翠台於1994年首播，台灣方面由台灣電視公司於1995年至1996年每週四17:00~17:30播出，是首部於香港及台灣播放的《勇者系列》作品。

## 故事
宇宙邪惡生命體歐伯斯來犯地球，欲挖掘地球的五個「行星能量釋放點」以吸收地球能量，同時使地球滅亡。小學五年級學生高杉星史被地球意志選中，負責喚醒並帶領眾勇者對抗敵人保衛地球。
「谷田部勇者三部曲」為同世界觀，本作故事時間點為三作中最早（本作發生於1994年，《勇者艾克斯凱撒》發生於2001年，《太陽之勇者》發生於2010年）。

## 登場人物

### 主角
- 高杉星史　配音：（日）松本梨香/（港）郭志權/（台）賀世芳

港版簡稱為星仔，台灣版稱為高杉星（姓「高」，名「杉星」）。男主角，被代表地球意志的「歐林」選中而成為地球分身的勇者們的隊長。小學五年級學生（第11話之後升為六年級），父親長期不在家，母親為工作早出晚歸，個性獨立，做菜也很拿手。平時個性漫不經心，但指揮勇者作戰時十分成熟穩健相當稱職。前期為了防止被敵人攻擊而穿著防護服隱藏真實身份，勇者隊長的身份一直保密到故事近尾聲時才曝光。

### 週邊人物
- 香坂光　配音：（日）紗百合/（港）梁少霞/（台）蔣篤慧

星史的鄰居、青梅竹馬、同班同學。星史的父母託香坂家幫忙照顧星史，光常以星史的監護人自居（之後也開始照顧後期住進星史家的楊察爾），個性活潑，但是脾氣也不好惹，被星史常笑她男人婆，她的家中開設了天然食品餐廳，星史等人常到那裡消費獲取情報，劇情後期她才發現勇者隊長的真正身份是星史本人，之後和星史等人一同對抗歐伯斯軍團。
- 根元正　配音：（日）島田敏/（港）陳維舜/（台）沈光平

星史家隔壁派出所的年輕警察，有正義感，槍法非常準，但出事容易慌張。達・鋼是由他的巡邏車變身而成的，每回達・鋼出任務時，根元正看到巡邏車失蹤以為被偷走，都想辭職以示負責，直到故事近尾聲時才知道是怎麼一回事。是一名搞笑的角色。
- 櫻小路螢　配音：（日）白鳥由里/（港）鄭麗麗/（台）蔣篤慧

星史的同班同學，沈默寡言，其直覺有別於普通人，能與動植物溝通，能感受大自然的訊息，但要是感應到不好的徵兆就會出現身體不適等現象；很早就發現星史是勇者隊長的身份，對星史保衛地球的行動有很大的幫助，其直覺曾被反派淑女紅粉（淑女珊珊）所忌憚。
- 高杉光一郎　配音：（日）岸野一彥/（港）盧國權/（台）孫中台

星史的父親，地球防衛機構軍上校，長期派駐在澳大利亞，他偶爾放假回家時喜歡與星史一起練劍道，玩電玩等。星史等人獲邀到澳大利亞基地協助時，便知道星史就是眾勇者的隊長，但直到故事尾聲才說破。
- 高杉美鈴　配音：（日）五十嵐麗/（港）謝潔貞/（台）蔣篤慧

星史的母親，擔任記者、新聞主播，每天早出晚歸，很少與星史碰面，某次回家武斷的認為星矢結交壞朋友（包括布秋團長）結果憑著專業記者與做母親的直覺，她跑去布秋團長所在的馬戲團採訪，卻意外揭開團長居然是侵略地球的外星人。工作時使用婚前的姓名坂本美鈴。
- 香坂春夫　配音：（日）河合義雄/（港）林國雄/（台）孫中台

香坂光的父親，開設天然食品餐廳「月詩(つくし)」擔任老闆，做菜很拿手，個性開朗且健談。
- 香坂月詩　配音：（日）佐佐木優子/（港）林元春/（台）賀世芳

香坂光的母親，天然食品餐廳「月詩」的老闆娘，個性幽默風趣。

### 異星人
- 楊察爾　配音：（日）高乃麗/（港）雷碧娜

全名「楊察爾藍・史塔列特・巴恩那・閣林西斯・傑克金卡・華爾達14世」（ヤンチャラン・スターレット・バンナー・グリシウス・ジャクキンガー・ワイルダー14世）。來自異星的王子，與星史同為被家鄉星球的意志「歐林」選中的勇者主人，個性雖然率真輕浮但也對保衛地球與銀河系有著極大的使命感，故鄉被歐伯斯毀滅，來到地球後與星史合作對抗歐伯斯。七合變體魔王的主人，被其稱呼為「王子」，同樣也穿著防護服。從故鄉星球帶來發動傳說之力的訊息，傳說之詩：「和星球命運與共的人們呀！讓思念與星球一同，讓願望與星球一同，當黃金光芒照射的時候，將出現一條嶄新的道路。」

## 傳說之勇者們
地球守護者，為地球分身的勇者們，45億年前誕生的勇者有八名，比他們更早誕生的太古勇者有兩名，地球的勇者合共十名。平時以寶石「勇者之石」的型態沈睡在世界各地，當地球遭遇危險時，會被代表地球意志的寶石「歐林」喚醒，附身在附近的交通工具上，變形為機器人。

#### 領袖
達・鋼（Da-garn）　配音：（日）速水獎/（港）何國星/（台）孫中台
台譯：達鋼。八名地球分身的勇者們之領袖，勇者之石沉睡在星史居住地綠濱市的佛寺嚴光寺佛像額頭上，被喚醒後附身在星史家隔壁派出所警察根元正的巡邏車，直接稱呼星史的名字，愛好日光浴，以「忍耐是相當重要」為信條，車種為藍寶堅尼Diablo，作戰時，車體可以收納星史，成為總司令指揮室。武器為用身上的車輪當作投擲武器的達・鋼炸彈、在右胸口發射的達・鋼燃燒彈和收納在右腿的手槍達・鋼爆裂、由雙手發射的達・鋼火焰。
大地戰鬥機（Earth Fighter）
台譯：戰鬥機鬥士。地球防衛軍最新型戰鬥機，被擊落時接受達・鋼的能源分享，成為與達・鋼合體、增強戰力的輔助機具。
大地特快車（Earth Liner）
新幹線300系電車，台譯：特快車鬥士。被打翻後接受達・鋼的能源分享，成為與達・鋼合體、增強戰力的輔助機具。除了可在陸上行走，亦能在海上移動，因此又有「走在海上的新幹線」之稱。
獸・王
見太古勇者。
合體形態
達・鋼X（Da-garn X）　配音：速水獎/（港）何國星/（台）孫中台
台譯：雷霆達鋼號。以大地戰鬥機為上半身，大地特快車為下半身，達・鋼為腹部「地球合體」成的大型機器人。有技能牽引光束可以拉動地殼板塊阻止龜裂，此技能是地球分身的全勇者都共通持有。武器為達・鋼之劍、大地火藥庫、大地雷射、大地火焰，必殺技有一文字斬及十文字斬(原文為漢字十文字，並非X字)、破壞力極強的暴風大地巨砲，此招式會消耗大量的能源、以及大地凱農砲、把胸口的能源反轉放出大光球將敵人冰凍的暴風冰凍攻擊，廣域性攻擊大量目標應用的暴風大地閃光。
達・鋼X、藍天聖劍、陸地野牛這三名成員還可以使用全員合體技陣形攻擊﹝フォーメーションアタック﹞，足以一擊擊沉紅龍的戰艦紅・龍飛艇。
達・鋼噴射機（Da-garn Jet）
由達・鋼X變形成的飛行載具形態，需要長途飛行時使用。
巨大達・鋼GX（Great Da-garn GX）　配音：速水獎/（港）何國星/（台）孫中台
台譯：傳說雷霆達鋼號。達・鋼X與獸・王「傳說合體」的最大型機器人，最後登場的合體勇者，獲得了地球不可思議的新的力量而誕生，最終形態。以達・鋼X為主體，獸・王為頭部以及胸甲、肩、背甲、雙腿的強化機具。武器有巨大巨砲、G火藥庫、G凱農砲，必殺技為GX巨砲，是由G火藥庫、G凱農砲、 G飛鳥組合而成，高威力一擊就能完全殲滅敵人。此武器還有第二種組合方式，用以廣域性攻擊大量目標應用的機關槍GX巨砲火藥庫。
曾因為認識高杉星史與高杉大佐的人，加上全地球的動植物的祈禱，而一度一時的出現傳說之力，但仍不是全世界的人。
巨大達・鋼GX、飛馬聖劍、陸地野牛這三名成員的組合，還可以使用威力升級版最強的全員合體技三重陣形(トリプルフォーメーション)，足以一擊摧毀比歐雷傑的戰艦比歐雷傑的母艦。
達・鋼GX（Da-garn GX）　配音：速水獎/（港）何國星/（台）孫中台
最終話時，巨大達・鋼GX因為戰損而大部分身上的合體部件都脫落，當地球上的全體生物都祈禱、心念合而為一而發動，獲得了宇宙最強的力量傳說之力(伝説の力)，包括地球的分身勇者十名，加上異星的勇者一名，共十一名勇者全員的勇者之石都飛到其身上集結寄宿所誕生的姿態，機體全身散發著黃金光芒，具有再生修復力。擊就消滅了西安。最終決戰中可以與歐伯斯打得互有往來，最後靠著徹底釋放出傳說之力打倒了歐伯斯，摧毀了行星─歐伯斯星。必殺技GX巨砲。

#### 天空勇者
天空勇者聖劍隊（Sabers）是由擁有飛行能力的勇者組成，性格都是重視禮節的類型。稱呼星史為「機長（キャプテン）（這邊是機長之意，因為天空勇者是航空士思維，眾勇者對星史的稱呼皆不同）」。
噴射機聖劍（Jet Saber）　配音：高宮俊介（台）孫中台
台譯：噴射機戰士。第四名登場的勇者。其勇者之石被封在南極一洞穴的冰層中，之後附身被紅龍俘虜的噴射戰鬥機復活，經常以軍人口吻說話。由於他以戰鬥機身份，經常未經淮許就進入各國領空，因此又有「侵犯領空的王者」之謔稱。有技能牽引光束。武器是噴射機之劍、噴射機迴旋鏢、噴射機破壞波。
巨無霸聖劍（Jumbo Saber）　配音：星野充昭
台譯：巨無霸戰士。第二名登場的勇者，被稱為「天空的干涉者」。其勇者之石被鑲在古埃及文物中，由巨無霸客機運送至日本展覽時被星史從新聞報導發現，被喚醒後直接附在巨無霸客機身上復活。對星史投以絕對信賴。有技能牽引光束。武器是巨無霸弓箭、巨無霸龍捲風、巨無霸火藥庫、巨無霸套索。
太空梭聖劍（Shuttle Saber）　配音：澤木也
台譯：太空梭戰士。第三名登場的勇者。其勇者之石在月球上，被太空人採集為研究標本，運送回地球的太空梭被紅龍俘虜，被喚醒後直接附身太空梭。主要負責在宇宙巡邏，維持地球安全，以及協助星史到宇宙執行任務，有「宇宙的清道夫」之稱。有技能牽引光束。武器是太空梭之槍、太空梭飛鏢、太空梭爆破、太空梭閃光。
神鷹聖劍
見太古勇者。
合體形態
藍天聖劍（Sky Saber）　配音：高宮俊介、台灣版的是孫中台
台譯：藍天戰士。由前三名天空勇者聖劍隊成員合體的大型機器人，噴射機聖劍為頭、胸、背、雙臂，巨無霸聖劍為軀幹與大腿，太空梭聖劍為雙腳。有技能牽引光束。武器有聖劍刃、聖劍攻擊，必殺技聖劍飛鏢、聖劍暴風雪、聖劍之翼刀。
飛馬聖劍（Pegasus Saber）　配音：林延年、台灣版的是孫中台
台譯：飛馬戰士。天空勇者聖劍隊四名成員合體的半人馬造型機器人，太空梭聖劍為後腳，神鷹聖劍為頭、胸甲、雙翼、馬身、前腳，其餘與藍天聖劍相同。武器為聖劍暴風雨、聖劍驅逐、聖劍風暴，必殺技聖劍之箭。

#### 陸地勇者
陸地勇者陸地隊（Landers）是由四種不同車輛變身成的勇者隊伍，全員不論單獨或合體皆無法飛行，但能夠在海上行動，也能在太空移動，個性豪邁粗獷，稱呼星史為「大將軍（大將）」。
拖車陸地（Big Lander）　配音：島田敏
台譯：拖車勇士，第六名登場的勇者，是一輛在澳大利亞載運鑽地車的拖車，為陸地隊的領袖，亦是成員中力量最強者，車後可以接連拖架，搭載其他陸地隊成員，有技能牽引光束。星史在澳大利亞一處地洞中喚醒兩顆勇者之石，分別附身鑽頭採掘機與拖車，成為鑽頭陸地與拖車陸地。武器有拖車磁控管、拖車集束砲、拖車鐵釘、釘子射擊、拖車套索。
鑽頭陸地（Drill Lander）　配音：卷島直樹
台譯：鑽頭勇士，第五名登場的勇者，由澳大利亞地洞中的勇者之石附身鑽頭採掘機而成，對執行命令的意志相當固執，有技能牽引光束，武器是鑽頭凱農砲。
音速陸地（Mach Lander）　配音：河合義雄，台灣為孫中台，香港為林國雄
台譯：音速勇士，第七名登場的勇者，星史赴英國觀賞賽車時，結識一位同樣愛好賽車的女子茱利亞，其傳家紋章中鑲著兩顆勇者之石，其中一顆附身於一輛F1賽車成為音速陸地，另一顆附身於茱利亞所駕駛的渦輪跑車成為渦輪陸地，有技能牽引光束，武器有音速來福槍、雙翼刀、音速風暴、音速套索。
渦輪陸地（Turbo Lander）　配音：梁田清之，台灣為孫中台
台譯：渦輪勇士，第八名登場的勇者，由勇者之石附身於茱利亞所駕駛的雪佛蘭Corvette跑車而成，口頭襌是「馬力全開！」，有技能牽引光束，武器有渦輪放電器、渦輪發射器。
合體形態
陸地野牛（Land Bison）　配音：島田敏
台譯：野牛勇士，四名陸上勇者陸地隊合體的大型機器人，拖車陸地為雙腿，鑽頭陸地為雙手，渦輪陸地為頭與胸，音速陸地為腰，胸前有牛頭圖案，頭上有牛角裝飾，也是《勇者系列》中唯一由一號機擔任下半身的合體勇者，有技能牽引光束，武器有直接用雙肩鑽頭衝撞的陸地粉碎、防禦用的野牛之盾，必殺技為雙肩的陸地凱農砲、以及用雙肩鑽頭發射的陸地粉碎。由於無飛行能力，需要飛馬聖劍幫助才可以進行空戰。
拖車陸地拖車形態也可以載運鑽頭陸地鑽頭採掘機形態、渦輪陸地跑車形態與音速陸地F1賽車形態。

### 太古勇者
神鷹聖劍（Hawk Saber）　配音：（日）林延年/（港）陳維舜/（臺）孫中台
台譯：神鷹戰士，第九名登場的地球勇者，可變形為老鷹，太古勇者中的天空守護者，第17話藍天聖劍不敵七合變體魔王而戰死，第18話星史前往西藏一處神祕洞穴光之洞窟修復藍天聖劍的勇者之石，喚醒了化身成聖鳥的神鷹聖劍，成為天空勇者聖劍隊第四名成員。另外，也只有神鷹聖劍是稱呼星史為隊長。有技能牽引光束，武器有神鷹之錨、神鷹飛鏢、神鷹渦旋、神鷹鑽子。
獸・王（Ga-orn）　配音：（日）速水獎/（港）劉昭文
台譯：獸王，第十名登場的地球勇者，太古勇者中的陸地守護者，原本沉睡在非洲吉力馬札羅山，有獅子與機器人兩種變身形態，人形時胸口合體的飛行機器叫G飛鳥（Gバード），體型與合體後的勇者相同，為體型最大的單一地球勇者。第24話非洲遭受攻擊時，星史與眾勇者前往作戰，可惜無法阻止非洲大陸分裂，第25話星史在當地原住民的傳說「當非洲遇到重大危機的時候，山頂的冰河之中有一頭長眠已久的獅子，便會從長眠中復甦」的引導下喚醒了獸・王。達・鋼在非洲地底阻止大陸分裂時，代理達・鋼成為主將，平時潛伏在海底待命，機器人形態的臉上印有類似印地安人油彩的色彩，稱呼星史為「酋長」。
有技能牽引光束，武器有獸・王之斧（收納於右肩，可以斬擊也可以投擲）、G火藥庫（收納於右小腿）和G凱農砲（收納於左小腿）；G火藥庫和G凱農砲可以同時發射，更可以組合成為必殺的GX巨砲，但組合後的後座力太大，以至獸・王無法承受，巨大達・鋼GX則可以承受此後座力。

### 異星勇者
七合變體魔王（Seven Changer）　配音：（日）子安武人/（港）招世亮/（台）孫中台
可變形為噴射戰鬥機、潛水艦、拖車、戰車、捷豹和獅鷲，總共有七種變形形態。初期是敵人，歐伯斯的直屬部下，戰鬥的專家，強度在達・鋼X之上，還曾一擊殺死藍天聖劍，後期是同伴，真實身分是異星的勇者，潛伏在歐伯斯軍團當間諜，因母星被歐伯斯所毀滅，而尋找復仇的機會；主人為楊察爾，稱呼楊察爾為王子；主要武器有變體魔王暴風光，必殺技變體魔王之劍、變體魔王鞭。在最終決戰中，捨身攻擊與紅龍的座機紅鬼同歸於盡，但勇者之石被傳說之力修復，最後勇者之石也與達・鋼等勇者們共同在地球再度進入長眠。

## 歐伯斯軍
- 歐伯斯（Ohbosu）　配音：千葉耕市/（台）孫中台

歐伯斯軍的首領，自稱這個宇宙都是自己的，不老不死、擁有永恆的生命，在宇宙中四處侵略星球，吸收行星能量，當五個行星能量釋放點全部都被刺激之後，星球就會毀滅。尋找傳說之力只是為了解悶罷了，他毀滅了許多的星球，同時也經驗了世上所有的事情，現在尋找傳說之力，是他留下來唯一的樂趣。被比歐雷傑意外看見真面目，被形容成是個怪物、是活在不同次元的大妖怪。視這個宇宙的一切為掌中玩物，總有一天他會吸收全宇宙的能源，然後永遠的寂靜跟安祥就會來到了。真實身分是早在宇宙誕生時期就已存在的行星─歐伯斯星（オーボス星）。最終戰時與獲得傳說之力的達・鋼GX交戰，打得互有往來，但最後被達・鋼GX徹底釋放出傳說之力而終於消滅，臨死前的遺言是：「這樣我終於可以死掉了！」。真正的目的是只為求一死。
- 紅龍（Redlone）　配音：（日）澤木也/（港）盧國權/（台）沈光平

歐伯斯軍團低階幹部，首位登場的反派。身材高大的金髮男子，個性殘忍又冷酷。基地是一艘漂浮在宇宙中的戰艦紅・龍飛艇（レッド・ローン）。非常積極尋找行星能量釋放點，但總是搞錯，甚至曾經挖出溫泉。每回行動失敗憤怒時，總是將擔任軍師的學者機器人斬成兩半以洩憤。派出與操縱機器人兵器紅龍部隊。有著自己堅持的一套機器人美學，稱呼勇者為破銅爛鐵機器人，任務失敗後被上司比歐雷傑改造成半個機器人，誓言要對星史及眾勇者復仇。故事末期許多反派角色倒戈，但紅龍則沒有變節，最終話與七合變體魔王同歸於盡。
紅龍後期的專用座機紅鬼（日語：レッドガイスト，台譯：紅龍之魂）可以變形恐龍，人形時胸口合體的飛行機器叫紅風號（レッドブレスター），單體就擁有與巨大達・鋼GX不相上下的實力，是為了對付達・鋼而製造出來的機器人，後來更受到歐伯斯進一步的強化，主要武器為紅鬼來福槍和劍，有防具紅鬼之盾，設計是由《變形金剛Ｖ》的死神盛拉（Deathsaurus）改修而成。
- 學者機器人　配音：（日）岸野一彥/（台）孫中台

紅龍身旁的軍師，為紅龍出謀劃策，初時個性憨呆，無武裝能力，幫助紅龍尋找行星能量釋放點卻總是搞錯，每次行動失敗就會被紅龍斬成兩半，之後再黏合復活。紅龍被改造後，學者機器人也被改造為戰鬥型態，不會說話，外觀從白色變成黃色又變回白，性格兇狠，四肢可伸縮。
- 德・布秋（De・Butcho）　配音：（日）鹽屋浩三/（港）黎偉明

簡稱布秋，歐伯斯軍的前線幹部，階級很低，自行開發派出與操縱生體兵器裝甲獸。在地球偽裝成人類形態的馬戲團可疑馬戲團(アヤシサーカス団)的團長，真身平常的狀態是人類等身尺寸，也可以讓體型巨大化，必殺技為怪力。暗戀櫻小路螢。搭乘的戰艦為德・布秋的母艦（デ・ブッチョの母舰）。後期因任務失敗而被比歐雷傑分成八大塊作為懲罰，八個分身的能力與招式皆相同。本身其實是個落魄的外星前貴族出身，最後被櫻小路螢感化，改邪歸正。最終戰時八個小布秋乘坐的坦克車努力砲擊正在鑽取綠濱市地底下的行星能量的行星能量活性化裝置(プラネットエナジー活性化装置)而被西安擊毀，只剩下一個分身生還。
在遊戲「新世代機器人戰記系列」中，座機裝甲獸小芙蘿拉（フローラちゃん）正式加入成為同伴，必殺技為光束，共有八機，由一架領袖機搭配七架分身機，被分成八個人的小德・布秋所各自分別搭乘的裝甲獸。任意四機可以合體，全部八機也可以合體。
- 淑女紅粉（Lady Pinky）　配音：（日）冬馬由美/（港）黃麗芳/（台）蔣篤慧、賀世芳

台譯：淑女珊珊。布秋的直屬上司，外貌是一名年輕女子（其實是依靠歐伯斯的能量來維持年輕及美貌），頭髮是粉紅色且全部朝上，個性高傲如女王一般，身旁的手下美少年隊隊長與少年隊皆為人造人(アンドロイド)，派出與操縱女性形戰鬥機器人殺手娃娃（キラードール）。與布秋同時登場，但較晚與眾勇者交手，平時變化成小學生的模樣，名叫「山本粉紅」（山本Pink）（台譯：洪珊珊），以轉校生的身份潛入綠濱小學蒐集情報，與星史同班，有時化身成一名金髮女子，名叫「魔術紅粉」（Magical Pinky）（台譯：魔術珊珊），在布秋的可疑馬戲團擔任空中飛人，並對星史假稱是山本粉紅的姊姊。搭乘的戰艦為淑女紅粉的母艦（レディピンキーの母舰）。任務失敗後被比歐雷傑變成小孩子的模樣，故事末期因為失去歐伯斯的能量而變老，第44話在比歐雷傑的協助下恢復年輕成年女性的原貌並乘坐小型太空船與比歐雷傑一起離開歐伯斯星。
- 比歐雷傑（Violetche）　配音：（日）梁田清之/（港）馮錦堂/（台）孫中台／沈光平

歐伯斯的直屬部下，紅龍、布秋、淑女紅粉的長官，一直監視著三人的行動，當他們都失敗後，將三人全數改造懲罰，再帶領重新發動攻擊。平常會變成一隻紫色貓進行調查，遇到危險時可以變成一隻野狼，妖貓。派出寶石狀的戰鬥兵器寶石裝甲（ジュエルアーマー）。是個智慧型的反派，與淑女紅粉有份感情，心思縝密、計畫周詳，是個難纏的敵人。搭乘的戰艦為比歐雷傑的母艦（ビオレッツェの母舰）。任務失敗後遭歐伯斯冷落，故事末期與布秋、淑女紅粉受到地球人的精神感動而背棄歐伯斯支持眾勇者，第44話與淑女紅粉一起離開歐伯斯星。
- 西安（Cyan）　配音：笹岡繁藏

平常的常態是圓盤狀的幽浮形態，戰鬥中會變化為巨龍形態，對歐伯斯絕對誓死效忠的親衛隊。率領著無數的小型圓盤幽浮部下大軍對地球發動總攻擊。曾輕易將殺手娃娃格莉介斯(ゴルチェス)運載了足可以把星球炸一半的炸藥連同機體一併摧毀，有力量阻止大爆炸的發生。可以放出用來鑽取地底下行星能量刺激釋放點的行星能量活性化裝置。一出手就快速解放了東非洲地溝帶、南美洲亞馬遜、澳大利亞的艾爾斯岩石、西藏的光之洞窟四個釋放點，並盯上第五個也是最後一個釋放點日本的綠濱市的嚴光寺地下，試圖藉由讓地球陷入絕境而逼迫傳說之力發動。擁有壓倒性的戰鬥能力，可以正面吃下巨大達・鋼GX的GX巨砲而毫髮無傷。最後被發動了傳說之力的達・鋼GX所散發的黃金光芒所消滅。必殺技為炎。

## 制作人員
- 企画：日昇動畫
- 原作：矢立肇
- 連載：テレビマガジン、テレビランド
- 系列構成：五武冬史、平野靖士（第29話 - 第46話）
- 角色設計：平岡正幸
- 機械設計：大河原邦男
- 設計協力：スタジオライブ、デザインメイト、岡田有章（デザインオフィス メカマン）
- アニメーターチーフ：高谷浩利
- 美術：岡田有章
- 音響：千葉耕市
- 撮影：鳥越一志
- 編輯：Y.Aスタッフ、布施由美子、野尻由紀子
- 音樂：岩崎文紀
- カラーコーディネーター：歌川律子
- 演出チーフ：高松信司
- 製作人：今井慎（名古屋電視台）、小原麻美（東急エージェンシー）、吉井孝幸、古沢文邦（日昇動畫）
- 監督：谷田部勝義
- 製作：名古屋電視台、東急エージェンシー、日昇動畫

## 主題曲

### 片頭曲
「風の未来へ」
作詞 - 山田ひろし / 作曲 - 井上德雄 / 編曲 - 井上日德 / 歌 - 佐藤有香

#### 粵語片頭曲
「勇者無敵」
作曲 - 井上德雄 / 編曲 - 井上日德
「勇者傳說」
作曲 - 雷頌德 / 作詞 , 歌手 - 馬俊偉

### 片尾曲
「ハレルヤ・パパイヤ」（1 - 45話）
作詞 - 横山武 / 作曲・編曲 - 鶴由雄 / 歌 - 佐藤有香
「風の未来へ（合唱版）」（46話）
作詞 - 山田ひろし / 作曲 - 井上德雄 / 編曲 - 井上日德 / 歌 - 松本梨香、速水奨、紗ゆり、白鳥由里、高乃麗

### 插入曲
「LOVE EARTH」
作詞 - 横山武 / 作曲・編曲 - 岩崎文紀 / 歌 - 白鳥由里（櫻小路螢）
「伝説の勇者〜心はひとつ〜」
作詞 - 川崎ヒロユキ・横山武 / 作曲・編曲 - 岩崎文紀 / 歌 - 松本梨香（高杉星史）・速水奨（達‧鋼）

## 各集標題
| 話數 | 日文標題                | 中文標題             | 劇本              | 分鏡         | 演出       | 作畫監督                          |
| ---- | ----------------------- | -------------------- | ----------------- | ------------ | ---------- | --------------------------------- |
| 1    | 地球からのメッセージ    | 來自地球的訊息       | 五武冬史          | 森田風太     | 大畑清隆   | 平岡正幸（人物） 高谷浩利（機械） |
| 2    | 隊長になった少年        | 少年隊長             | 五武冬史          | 高松信司     | 高松信司   | 佐佐門信芳                        |
| 3    | 勇者の石を探せ          | 尋找勇者之石         | 志茂文彦          | 大庭秀昭     | 大庭秀昭   | 直井正博                          |
| 4    | 南極の嵐                | 南極的風暴           | 平野靖士          | 杉島邦久     | 杉島邦久   | 山本佐和子                        |
| 5    | 恐竜墓場                | 恐龍墓場             | 川崎裕之          | 菊池一仁     | 福田己津央 | 柳澤哲也（人物） 久行宏和（機械） |
| 6    | 8人目の勇者             | 勇者集合             | 川崎裕之          | 大畑清隆     | 大畑清隆   | 佐佐門信芳                        |
| 7    | 出撃レッドロン          | 紅龍出擊             | 五武冬史          | 高松信司     | 高松信司   | 平岡正幸（人物） 高谷浩利（機械） |
| 8    | 南海の大決戦            | 南海大決戰           | 志茂文彦          | 大庭秀昭     | 大庭秀昭   | 直井正博                          |
| 9    | レッドロンからの贈り物  | 紅龍的禮物           | 川崎裕之          | 杉島邦久     | 杉島邦久   | 石田敦子                          |
| 10   | 必殺!合体破り           | 必殺！破壞合體行動   | 平野靖士          | ふくだみつお | 福田己津央 | 柳澤哲也（人物） 久行宏和（機械） |
| 11   | 宇宙植物の襲撃          | 宇宙植物來襲         | 平野靖士          | 森田風太     | 高松信司   | 佐佐門信芳                        |
| 12   | 街角のスパイ            | 街角的間諜           | 五武冬史          | 菊池一仁     | 大畑清隆   | 平岡正幸（人物） 高谷浩利（機械） |
| 13   | 森の中の螢              | 森林中的小螢         | 志茂文彦          | 大庭秀昭     | 大庭秀昭   | 直井正博                          |
| 14   | ドキドキピンクとデート! | 心跳不已和粉紅的約會 | 川崎裕之          | 杉島邦久     | 杉島邦久   | 石田敦子                          |
| 15   | サーカスの秘密          | 馬戲團的秘密         | 五武冬史          | ふくだみつお | 福田己津央 | 佐佐門信芳                        |
| 16   | 怪しいのはどっちだ?!    | 可疑人物到底是誰？   | 平野靖士          | 高松信司     | 高松信司   | 柳澤哲也（人物） 久行宏和（機械） |
| 17   | セイバーズ死す?!        | 聖劍隊之死？！       | 志茂文彦          | 大畑清隆     | 大畑清隆   | 平岡正幸（人物） 高谷浩利（機械） |
| 18   | よみがえれ!勇者         | 勇者復活             | 川崎裕之          | 大庭秀昭     | 大庭秀昭   | 直井正博                          |
| 19   | ペガサスセイバー登場    | 飛馬聖劍登場         | 平野靖士          | 杉島邦久     | 杉島邦久   | 佐佐門信芳                        |
| 20   | ブッチョ最後の挑戦      | 布秋最後的挑戰       | 志茂文彦          | ふくだみつお | 大畑清隆   | 石田敦子                          |
| 21   | 闇にひそむ猫            | 躲在暗處的貓         | 五武冬史          | 森田風太     | 森田光太   | 柳澤哲也（人物） 久行宏和（機械） |
| 22   | 落とし物はダイレクター  | 遺失遙控器           | 川崎裕之          | 高松信司     | 高松信司   | 平岡正幸（人物） 高谷浩利（機械） |
| 23   | 踊るスパイ人形          | 跳舞的間諜娃娃       | 平野靖士          | 大庭秀昭     | 大庭秀昭   | 直井正博                          |
| 24   | 引き裂かれる大陸        | 分裂的大陸           | 志茂文彦          | 杉島邦久     | 杉島邦久   | 佐佐門信芳                        |
| 25   | キリマンジャロの勇者    | 聖山的勇者           | 五武冬史          | 富永恒雄     | 富永恒雄   | 柳澤哲也（人物） 久行宏和（機械） |
| 26   | 封鎖された街            | 封鎖城市             | 平野靖士          | 大畑清隆     | 大畑清隆   | 石田敦子                          |
| 27   | 隊長を調査せよ          | 隊長調查             | 川崎裕之          | 高松信司     | 高松信司   | 平岡正幸（人物） 高谷浩利（機械） |
| 28   | 友達は魔女?!            | 朋友是魔女？！       | 志茂文彦          | 大庭秀昭     | 大庭秀昭   | 直井正博                          |
| 29   | 復活!ダ･ガーン          | 復活！達・鋼         | 五武冬史          | 杉島邦久     | 杉島邦久   | 久行宏和                          |
| 30   | 謎の少年                | 神秘少年             | 川崎裕之          | 森田風太     | 大畑清隆   | 佐佐門信芳                        |
| 31   | もう一人の隊長          | 另一位隊長           | 志茂文彦          | 富永恒雄     | 関田修     | 石田敦子                          |
| 32   | 逆襲のレッドロン        | 紅龍的逆襲           | 平野靖士          | 高松信司     | 菱川直樹   | 平岡正幸（人物） 高谷浩利（機械） |
| 33   | 狙われた遺跡            | 被狙擊的遺跡         | 谷田部勝義        | 杉島邦久     | 杉島邦久   | 直井正博                          |
| 34   | 隊長の資格              | 隊長的資格           | 川崎裕之          | 森田風太     | 大畑清隆   | 久行宏和                          |
| 35   | 地球（ほし）の歌を聞け  | 地球之歌             | 志茂文彦          | 關田修       | 關田修     | 佐佐門信芳                        |
| 36   | 秘められた伝説          | 隱藏的傳說           | 平野靖士          | 菊池一仁     | 菱川直樹   | 石田敦子                          |
| 37   | 俺たちの惑星（ほし）    | 我們的地球           | 平野靖士          | 杉島邦久     | 杉島邦久   | 直井正博                          |
| 38   | 対決!レッドガイスト     | 對決！紅鬼           | 五武冬史          | 大庭秀昭     | 大庭秀昭   | 平岡正幸（人物） 高谷浩利（機械） |
| 39   | 奪われたビッグランダー  | 被奪走的拖車陸地     | 志茂文彦          | 森田風太     | 大畑清隆   | 久行宏和                          |
| 40   | 密林の再会              | 密林的重逢           | 平野靖士          | 關田修       | 關田修     | 佐佐門信芳                        |
| 41   | 大接近!オーボス星       | 大接近！歐伯斯星     | 五武冬史          | 杉島邦久     | 杉島邦久   | 直井正博                          |
| 42   | 出現!伝説の力           | 出現！傳說之力       | 平野靖士 志茂文彦 | 菱川直樹     | 菱川直樹   | 高谷浩利                          |
| 43   | 隊長、命令を!           | 隊長 下達命令        | 川崎裕之          | 大庭秀昭     | 大庭秀昭   | 平岡正幸                          |
| 44   | オーボス星の決戦        | 決戰歐伯斯星         | 平野靖士          | 菊池一仁     | 大畑清隆   | 久行宏和                          |
| 45   | 地球絶体絶命            | 地球的末日           | 平野靖士          | 富永恒雄     | 杉島邦久   | 直井正博                          |
| 46   | 風の未来へ              | 風中的未來           | 平野靖士          | 森田風太     | 森田光太   | 平岡正幸（人物） 高谷浩利（機械） |

## 外部連結
- 伝説の勇者 ダ・ガーン （页面存档备份，存于）勇者Web（日語）
- 作品情報 （页面存档备份，存于）日昇動畫（日語）